# Kelly Clark
Pour les articles homonymes, voir Clark.
Kelly Clark, née le 26 juillet 1983 à Newport (Rhode Island), est une snowboardeuse américaine. 

## Palmarès
Championne olympique en 2002 à Salt Lake City, elle termine au pied du podium aux Jeux olympiques d'hiver de 2006 à Turin. Quatre ans plus tard aux Jeux olympiques d'hiver de 2010, elle termine à la troisième place. Elle conserve cette place aux Jeux olympiques d'hiver de 2014.

### Coupe du monde
- 1 gros globe de cristal :
  - Vainqueur du classement freestyle en 2013.
- 3 petits globe de cristal :
  - Vainqueur du classement halfpipe en 2013, 2014 et en 2015.
- 22 podiums dont 13 victoires.